# Eunice Jepkirui Kirwa

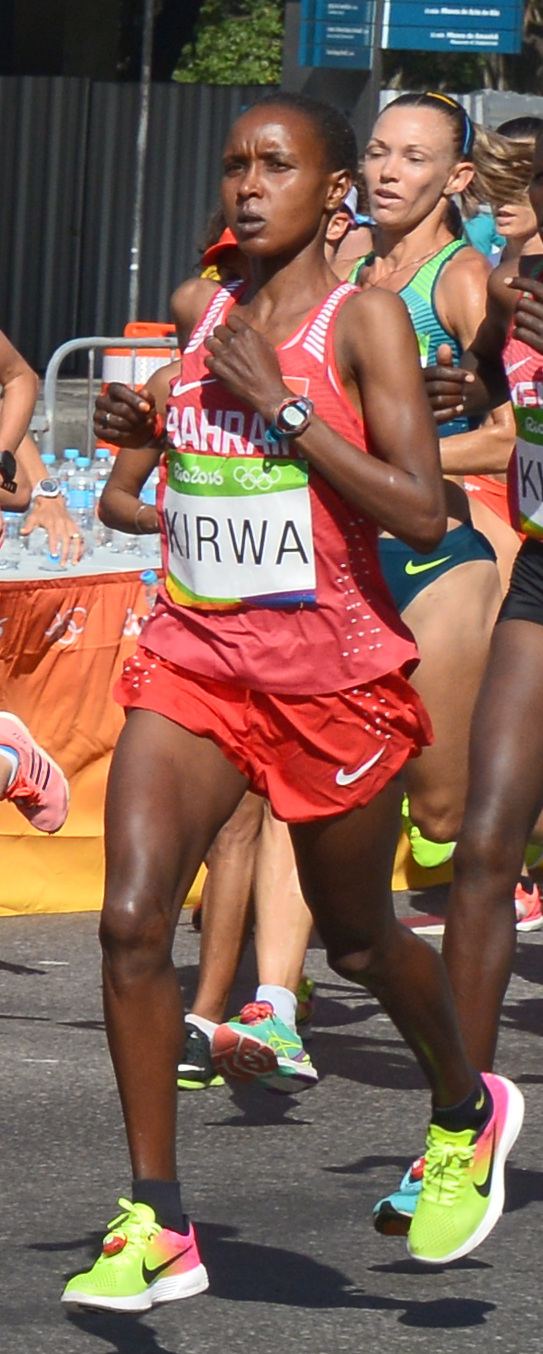
Eunice Jepkirui Kirwa 2016 in Rio

Eunice Jepkirui Kirwa (* 20. Mai 1984) ist eine bahrainische Langstreckenläuferin kenianischer Herkunft.
2014 siegte im Marathon bei den Asienspielen in Incheon in 2:25:37 h. Mit einem neuen Streckenrekord gewann sie am 8. März 2015 den Frauen-Marathon in Nagoya in 2:22:08 h. Ende August gewann sie die Bronzemedaille im Marathon bei den Leichtathletik-Weltmeisterschaften in Peking. Sie benötigte für diesen Lauf 2:27:39 h.
Am 7. Februar 2016 gewann sie den Kagawa-Marugame-Halbmarathon nach 1:08:06 h. Am 13. März 2016 verteidigte sie ihren Titel beim Nagoya-Marathon erfolgreich. Am 14. August 2016 gewann sie die Silbermedaille im Marathon der Olympischen Spiele in Rio de Janeiro mit einer Zeit von 2:24:13 h.
Am 5. Februar 2017 siegte sie erneut beim Kagawa-Marugame-Halbmarathon, und am 12. März 2017 gewann sie zum dritten Mal in Folge den Nagoya-Marathon.
Nach einem auf Epo positiven Dopingtest wurde sie nach einer vorläufigen Suspendierung rückwirkend ab dem 7. Mai 2019 von der Integritätskommission des Weltverbandes (AIU) für vier Jahre gesperrt.

## Persönliche Bestleistungen
- 10-km-Straßenlauf: 31:37 min, 5. Februar 2017, Marugame
- Halbmarathon: 1:06:46 h, 30. April 2017, Istanbul
- Marathon: 2:21:17 h, 12. März 2017, Nagoya